# Ans Wortel
Ans (Anna Maria) Wortel (Alkmaar, 18 d'octubre de 1929 - Hilvarenbeek, 4 de desembre de 1996). Fou una pintora, poetessa i escriptora neerlandesa autodidacta. Va realitzar aquarel·les, dibuixos, collagess, litografies, aiguaforts i escultures. L'any 1963 va guanyar el primer premi en la Biennal de París. Era considerada com una de les principals artistes femenines d'art modern neerlandès de la postguerra.

## Estil de pintura
El treball de Wortel és fortament autobiogràfic. Les seves experiències com a jove, dona, mare i com a artista van ser principalment la font de la seva inspiració. Els temes comuns eren les emocions humanes, amor, relacions, mare/fill i la crítica social.
Fins a finals de 1950 va buscar un estil personal. Les obres d'art d'aquest temps varien i mostren característiques d'influències de diversos artistes, com Katsushika Hokusai, Willem de Kooning, Marc Chagall, Pablo Picasso, Wifredo Lam i Karel Appel. Finalment va desembocar en un estil molt propi que ha estat descrit com a art figuratiu abstracte. Sovint consta de nus de dona,home o nens, de vegades recognoscibles, però sempre deformats. Aquestes figures humanes estan junts, es busquen entre si, s'abracen o es repel·leixen. Les figures estan expressades en espais no especificats. La lluna, el sol i els contorns de la terra es repeteixen sovint en el seu treball, i sol estar acompanyat d'unes línies de manuscrits poètics.

## Selecció d'exposicions
Wortel va realitzar nombroses exposicions als Països Baixos i a l'estranger, entre altres:
- 1960 De Posthoorn, La Haia.[4]
- 1962 Internacional Aquarel Exposició, ciutat al Bodensee a Friedrichshafen, Alemanya.
- 1963 Museu Stedelijk Museum Amsterdam Museum van Bommel van Dam, Venlo
- 1964 Gemeentemuseum Den Haag, La Haia. Centre Cultural, São Paulo, Brasil Museu Prinsenhof, Delft.
- 1965 Museu Stedelijk Museum Amsterdam.
- 1966 Rotterdam Artcircle. Exposition Plasmolen En Mook.
- 1967 Smithsonian Institution, Washington DC, Estats Units d'Amèrica.
- 1968 Salon Européen de Femme, Nancy, França. Salon Artistes Feminine, París. Stedelijk Museum Amsterdam.
- 1969 Museu Curaçao Willemstad, Curaçao. Museu Das Märkische Museu der Stadt Wittem - Duisburg Szession, Duisburg, Alemanya. Museu Fodor, Amsterdam.
- 1970 De Vaart, Hilversum.
- 1972 Dwór Artusa, Gdańsk, Polònia.
- 1975 Olympia Centre d'Art Internacional, Kingston, Jamaica.
- 1977 Stedelijk Museum Amsterdam, Exposition "Any del nen" per a Fons de Nacions Unides per a la Infància, Turnhout, Bèlgica.
- 1986 Stedelijk Museu Woerden.
- 1989 Galery De Lelie, Anvers, Bèlgica.
- 1994 Museu De Koperen Knop, Hardinxveld-Giessendam.
- 2001 Museu Beeldentuin Nic Jonk, Grootschermer.
- 2013 Museu Jan van der Togt, Amstelveen.[5]
- 2018 Museu Kranenburgh, Bergen NH.
- 2023 Museu Beeldentuin Nic Jonk, Grootschermer.

## Obres de literatura seleccionada
Hi ha uns 50 llibres amb contribucions de o sobre Wortel.
Va escriure diverses col·leccions neerlandeses de poesia en les quals el seu art visual i la seva poesia es mostraven juntes.
- Llibre de poesia, untitled (1959, edició limitada feta a mà)[8]
- "Preken en prenten", en anglès: "Preaches and prints" (1969, Tor, ISBN 90 70055 05 8)
- "Voor ons de reizende vlezen rots...", en anglès: "To us the traveling rock made of flesh..." (1970, De Bezige Bij, ISBN 90 234 5114 7)
- "Voor die ziet met mijn soort ogen, door wiens ogen ik kan zien", en anglès: "For who sees with my kind of eye’s, by whose eye’s I'll see" (1970, edició limitada feta a mà)[9]
- "Wat ik vond en verloor", en anglès: "What I've found and lost" (1972, Tor, ISBN 90 70055 14 7)
- "Lessen aan die ik liefheb", en anglès: "Lessons to those I love" (1973, Tor, ISBN 90 70055 15 5)
- "Gedichten 1959-1963", en anglès: "Poems 1959-1963" (1989, Ans Wortel, De Fontijn, ISBN 90 261 0334 4)

El 1980 va començar la seva autobiografia que va ser finalitzada el 1986 (5 volums).
- "Een mens van onze soort", en anglès: "One of our kind" (1982, De Fontijn, ISBN 90 261 2121 0)
- "In de bloei van 't leven, noemen ze dat",en anglès: "In the prime of life, they call it" (1983, De Fontijn, ISBN 90 261 2139 3)
- "Noem mij maar Jon", en anglès: "Just call me Jon" (1983, De Fontijn, ISBN 90 261 2157 1)
- "Onderweg in Amsterdam", en anglès: "On the road in Amsterdam" (1984, Fontijn, ISBN 90 261 0178 3)
- "Nannetje...", en anglès: "Nannetje..." (1986, De Fontijn, ISBN 90 261 0250 X)